# Холиок (Массачусетс)
Холиок — город, расположенный в округе Хампден, штат Массачусетс, США, между горным хребтом Том и западным берегом реки Коннектикут. Согласно данным переписи за 2010 год, в городе проживало 39 880 человек. Расчетное население составляло 40 117 человек по данным на 2019 год. Холиок, который расположен в 8 милях (13 км) к северу от Спрингфилда, представляет собой часть столичного района Спрингфилда, одного из двух отдельных мегаполисов штата Массачусетс. В городе самый высокий процент пуэрториканцев в США (за пределами Пуэрто-Рико) — 44,7 %.
Холиок является одним из первых спланированных промышленных городов США. Построенный в тандеме с плотиной Холиок для утилизации гидроэнергии водопада Хэдли, он является одним из немногих городов Новая Англия, которые были построены по плану сетки. В конце 19 века город производил около 80% бумаги для письма, используемой в США, и здесь располагалось крупнейшее архитектурное бюро бумажной фабрики в стране, а также крупнейшие в мире фабрики по производству бумаги, шелка и шерсти альпаки. Несмотря на то, что сегодня в бумажной промышленности работает значительно меньшее количество предприятий в Холиоке, город по-прежнему именуется «Бумажным городом». Сегодня в городе есть ряд специализированных производственных компаний, а также Массачусетский центр высокопроизводительных вычислений Green High Performance Computing Center (Зеленый центр высокопроизводительных вычислений), межвузовский исследовательский центр, который был открыт  в 2012 году. В Холиоке находится Волейбольный зал славы, а сам город известен как «Место рождения волейбола», поскольку международный олимпийский вид спорта был изобретен Уильямом Г. Морганом, и впервые в него в 1895 году играли в местном отделении ИМКА.
Управляя испытательным искусственным каналом Холиока в 1880-х годах, инженер-гидротехник Клеменс Гершель для определения использования воды отдельными мельницами в системе канала Холиок изобрел измеритель Вентури. Это устройство представляет собой первое точное средство измерения крупномасштабных потоков, сегодня используется широко в ряде инженерных приложений, включая гидротехнические сооружения и карбюраторы, а также в авиационных приборах. Работая на этих каналах, находящихся в муниципальной собственности, Холиок имеет один из самых низких тарифов на электроэнергию в Содружестве, и по состоянию на 2016 год от 85% до 90% энергии города было углеродно-нейтральным, с административными целями, чтобы достичь 100% в будущем.

## История
Сам город был основан в 1850 году, хотя первые европейские поселения в этом районе известны ещё с 1655 года. Название город получил в честь Элизура Холиока, исследовавшего эту местность в XVII веке.
В XIX веке существенный толчок экономическому и промышленному развитию города дало строительство плотины на реке Коннектикут, которая позволила насытить энергией несколько десятков фабрик.
Как Спрингфилд в мире известен родиной баскетбола, так Холиок является местом изобретения волейбола. В 1895 году после встречи с изобретателем баскетбола Уильям Морган придумал правила другой популярной ныне командной игры.